# خوسه کیرانته
خوسه کیرانته (اسپانیایی: José Quirante‎؛ زادهٔ ۱ ژانویهٔ ۱۸۸۴) یک بازیکن و مربی فوتبال اهل اسپانیا است.
از باشگاه‌هایی که در آن بازی کرده‌است می‌توان به باشگاه فوتبال رئال مادرید، باشگاه فوتبال اسپانیول، باشگاه فوتبال بارسلونا اشاره کرد.